# DSK (motorfietsmerk)
DSK is een Japans historisch merk van motorfietsen.
De bedrijfsnaam was: DSK Daito Siki Company, D.S.K. Motorcycle-Works, Tokio.
Japans merk dat vanaf 1954 veel modellen met 150cc-tweetaktmotoren en 147 cc en 497cc-viertakt-boxermotoren maakte. Het merk kreeg van BMW een licentie om kopieën van BMW's te maken, zolang men ze maar niet naar Zuid-Azië en Europa exporteerde. Zo verschenen de DKA A 25, identiek aan de BMW R 25, en de DSK A50, een kloon van de BMW R 51/3. In 1956 maakte men de Cabin Side Car, waarbij de besturing vanuit het zijspan plaatsvond.
In 1959 verdween het merk van de markt, toen de fabriek door een brand werd verwoest.